# Ulua (rodzaj)
Ulua – rodzaj ryb z rodziny ostrobokowatych.

## Klasyfikacja
Gatunki zaliczane do tego rodzaju:
- Ulua aurochs
- Ulua mentalis